# Marcos históricos nacionais em Nova Iorque
A lista de Marcos Históricos Nacionais em Nova Iorque contém os marcos designados pelo Governo Federal dos Estados Unidos para a cidade de Nova Iorque.
Existem 116 Marcos Históricos Nacionais (NHLs) na cidade de Nova Iorque. Eles estão distribuídos nos 5 condados da cidade, sendo que o condado de Nova Iorque abrange 90 marcos, ou seja, 77% do total, seguido pelo condado de Kings com 10 marcos, condados de Bronx com com 7 marcos, Richmond com 6 e o condado de Queens com 4 marcos. O primeiro marco da cidade de Nova Iorque foi designado em 9 de outubro de 1960 e os mais recentes em 16 de outubro de 2012.
Dois marcos são compartilhados entre dois condados do estado de Nova Iorque: Ponte do Brooklyn e Aqueduto Croton (Antigo), enquanto o Holland Tunnel é compartilhado com o estado de Nova Jersey. 

Central Park em Manhattan, um Marco Histórico Nacional desde 1963.

## Listagem atual
Para manter a consistência, os registros são ordenados aqui conforme listados no programa NHL.
Legenda:
| NRHP | Registro Nacional de Lugares Históricos |
| NHL  | Marco Histórico Nacional                |
| NHLD | Distrito Histórico Nacional             |
| HD   | Distrito Histórico                      |
| NHS  | Local Histórico Nacional                |
| NMEM | Memorial Nacional dos EUA               |
| NMON | Monumento Nacional dos EUA              |
| NHP  | Parque Histórico Nacional dos EUA       |
| NMP  | Parque Nacional Militar dos EUA         |

| [ 2 ] | Nome                                                                                     | Imagem | Inclusão                                                                               | Localidade e coordenadas | Condado                      | NHLS                                      | Observações |
| ----- | ---------------------------------------------------------------------------------------- | ------ | -------------------------------------------------------------------------------------- | --- | ---------------------------- | ----------------------------------------- | --- |
| 1     | African Burial Ground                                                                    |        | 19 de abril de 1993 (32 anos)                                                          | Vizinhança da Broadway e Reade Street, Manhattan 40° 42′ 52″ N, 74° 00′ 16″ O | Nova Iorque                  | 93001597                                  | Sede do evento Armory Show em 1913, que introduziu os Estados Unidos a arte moderna. Registrado no NRHP como African Burying Ground. |
| 2     | American Stock Exchange                                                                  |        | 2 de junho de 1978 (47 anos)                                                           | 86 Trinity Place, Manhattan 40° 42′ 31″ N, 74° 00′ 45″ O | Nova Iorque                  | 78001867                                  | Bolsa de valores que data dos tempos coloniais. Possui uma área de construção de quase 17 000m². |
| 3     | Louis Armstrong House                                                                    |        | 11 de maio de 1976 (49 anos)                                                           | 3456 107th Street, Corona, Queens 40° 45′ 20″ N, 73° 51′ 43″ O | Queens                       | 76001265                                  | Casa da lenda do jazz Louis Armstrong por 28 anos. |
| 4     | Chester A. Arthur House                                                                  |        | 12 de janeiro de 1965 (60 anos)                                                        | 123 Lexington Avenue, Manhattan 40° 44′ 34″ N, 73° 58′ 57″ O | Nova Iorque                  | 66000534                                  | Casa do presidente Chester A. Arthur. Local de seu primeiro juramento. |
| 5     | Alice Austen House                                                                       |        | 19 de abril de 1993 (32 anos)                                                          | 2 Hylan Blvd., Staten Island 40° 44′ 34″ N, 73° 58′ 57″ O | Richmond                     | 70000925                                  | Casa da fotógrafa Alice Austen, agora um museu. Registrado no NRHP como Alice Elizabeth Austen House. |
| 6     | Bartow-Pell Mansion                                                                      |        | 8 de dezembro de 1976 (48 anos)                                                        | Pelham Bay Park, Shore Road, Bronx 40° 52′ 17″ N, 73° 48′ 21″ O | Bronx                        | 74001220                                  | Mansão do século XIX no maior parque da cidade de Nova Iorque. Registrado no NRHP como Bartow-Pell Mansion and Carriage House. |
| 7     | Edifício Bayard-Condict                                                                  |        | 8 de dezembro de 1976 (48 anos)                                                        | 65-69 Bleecker Street, Manhattan 40° 43′ 35″ N, 73° 59′ 42″ O | Nova Iorque                  | 76001236                                  | Único edifício de Louis Sullivan em Nova Iorque. Um dos primeiros arranha-céus de esqueleto em aço. A área de construção total é de aproximadamente 10 000m². |
| 8     | Bell Telephone Laboratories                                                              |        | 15 de maio de 1975 (50 anos)                                                           | 463 West Street, Manhattan 40° 44′ 12″ N, 74° 00′ 35″ O | Nova Iorque                  | 75001202                                  | Os trabalhos da Bell Labs aqui incluíram gravações experimentais de fonogramas, tubos de vácuo, filmes falantes (1923), preto e branco e TV em cores, radares e transmissões iniciais remotas comerciais. Hoje é sede da coleção de arte de Westbeth. |
| 9     | Ponte do Brooklyn                                                                        |        | 29 de janeiro de 1964 (61 anos)                                                        | Através do Rio East desde o Brooklyn até Manhattan 40° 42′ 21″ N, 73° 59′ 48″ O | Kings e Nova Iorque          | 66000523                                  | Primeira ponte de aço suspensa do mundo, tendo sido também a maior do mundo em algum momento do passado. Inspiração para o poema de Hart Crane, "The Bridge". Oficialmente listado no condado de Kings. |
| 10    | Distrito Histórico de Brooklyn Heights                                                   |        | 12 de janeiro de 1965 (60 anos)                                                        | Distrito do Brooklyn, delimitado pela Atlantic Avenue, Court e Fulton Streets e o Rio East 40° 41′ 48″ N, 73° 59′ 48″ O                                                             | Kings                        | 66000524                                  | Coleção exemplar de estilos arquitetônicos do século XIX. Primeiro distrito histórico em Nova Iorque. |
| 11    | Edifício do Brooklyn Historical Society                                                  |        | 17 de julho de 1991 (34 anos)                                                          | 128 Pierrepont Street, Brooklyn Heights, Brooklyn 40° 41′ 41″ N, 73° 59′ 34″ O | Kings                        | 91002054                                  | Um dos poucos edifícios restantes de George B. Post; sistema estrutural inovador. Registrado no NRHP como Brooklyn Historical Society. |
| 12    | Ralph Johnson Bunche House                                                               |        | 11 de maio de 1976 (49 anos)                                                           | 115-125 Grosvenor Road, Queens 40° 42′ 25″ N, 73° 50′ 15″ O | Queens                       | 76001266                                  | Casa de Ralph Johnson Bunche, famoso diplomata afro-americano e subsecretário geral das Nações Unidas. |
| 13    | Andrew Carnegie Mansion                                                                  |        | 13 de novembro de 1966 (58 anos)                                                       | 2 East 91st Street, Manhattan 40° 47′ 04″ N, 73° 57′ 29″ O | Nova Iorque                  | 66000536                                  | Casa de Andrew Carnegie, agora Museu Smithsonian de Design Cooper-Hewitt. |
| 14    | Carnegie Hall                                                                            |        | 29 de dezembro de 1962 (62 anos)                                                       | 7th Avenue, 56th até 57th Streets, Manhattan 40° 45′ 54″ N, 73° 58′ 48″ O | Nova Iorque                  | 66000535                                  | Um dos locais de música mais famosos do mundo. |
| 15    | Central Park                                                                             |        | 23 de maio de 1963 (62 anos)                                                           | Delimitado pela Central Park South, 5th Avenue, Central Park West, 110th Street, Manhattan 40° 47′ 00″ N, 73° 58′ 00″ O                                                             | Nova Iorque                  | 66000538                                  | O pulmão verde da cidade; um dos parques mais visitados do mundo. Projetado por Frederick Law Olmsted e Calvert Vaux. |
| 16    | Central Synagogue                                                                        |        | 15 de maio de 1975 (50 anos)                                                           | 646-652 Lexington Avenue, Manhattan 40° 45′ 34″ N, 73° 58′ 14″ O | Nova Iorque                  | 70000423                                  | Sinagoga mais antiga ainda em uso por uma congregação judaica da cidade de Nova Iorque; construída em um estilo neoislâmico para reconhecer a importância desse período na história judaica. |
| 17    | Chrysler Building                                                                        |        | 8 de dezembro de 1976 (48 anos)                                                        | 405 Lexington Avenue, Manhattan 40° 45′ 06″ N, 73° 58′ 33″ O | Nova Iorque                  | 76001237                                  | Arranha-céu em Art déco; traço distinto do horizonte de Manhattan. Já foi o edifício mais alto do mundo no passado. |
| 18    | Igreja da Ascensão                                                                       |        | 23 de dezembro de 1987 (37 anos)                                                       | 36-38 Fifth Avenue, Manhattan 40° 44′ 01″ N, 73° 59′ 46″ O | Nova Iorque                  | 87002593                                  | Projeto inicial da igreja por Richard Upjohn; possui obra de arte valiosa no interior. |
| 19    | Prefeitura (Nova Iorque)                                                                 |        | 19 de dezembro de 1960 (64 anos)                                                       | Broadway e Chambers Streets, Manhattan 40° 42′ 46″ N, 74° 00′ 21″ O | Nova Iorque                  | 66000539                                  | Prefeitura mais antiga dos Estados Unidos ainda em uso como principal edifício do governo municipal. |
| 20    | Conference House                                                                         |        | 23 de maio de 1966 (59 anos)                                                           | Hylan Blvd., Tottenville, Staten Island 40° 30′ 10″ N, 74° 15′ 13″ O | Richmond                     | 66000566                                  | Local da mal sucedida Conferência de Paz de Staten Island em 1776. |
| 21    | Will Marion Cook House                                                                   |        | 11 de maio de 1976 (49 anos)                                                           | 221 West 138th Street, Manhattan 40° 49′ 04″ N, 73° 56′ 37″ O | Nova Iorque                  | 76001238                                  | Casa do famoso compositor e músico Will Marion Cook. |
| 22    | Cooper Union                                                                             |        | 4 de julho de 1961 (64 anos)                                                           | Cooper Square, 7th Street, e 4th Avenue, Manhattan 40° 43′ 45″ N, 73° 59′ 26″ O | Nova Iorque                  | 66000540                                  | Centro pioneiro de educação de adultos; local do famoso discurso anti-escravidão de Abraham Lincoln. |
| 23    | Aqueduto Croton (Antigo)                                                                 |        | 27 de abril de 1992 (33 anos)                                                          | Percorre do norte de Yonkers até a Repressa New Croton | Westchester e Nova Iorque    | 74001324                                  | Listado oficialmente no condado de Westchester. |
| 24    | Dakota Apartments                                                                        |        | 8 de dezembro de 1976 (48 anos)                                                        | 1 West 72nd Street, Manhattan 40° 46′ 35″ N, 73° 58′ 35″ O | Nova Iorque                  | 72000869                                  | Combinação de estilos arquitetônicos renascentista por Henry Janeway Hardenbergh; serviu de set para o filme Rosemary's Baby. Local do assassinato de John Lennon. |
| 25    | Dyckman House                                                                            |        | 24 de dezembro de 1967 (57 anos)                                                       | 4881 Broadway, Manhattan 40° 52′ 02,5″ N, 73° 55′ 23″ O | Nova Iorque                  | 67000014                                  | Única casa rural que restou em Manhattan. |
| 26    | Sinagoga Eldridge Street                                                                 |        | 19 de junho de 1996 (29 anos)                                                          | 12-16 Eldridge Street, Manhattan 40° 42′ 53″ N, 73° 59′ 38″ O | Nova Iorque                  | 80002687                                  | Uma das mais antigas sinagogas dos Estados Unidos; construída pela primeira vez por judeus do Leste Europeu. |
| 27    | Ellington (Edward Kennedy "Duke") Residence                                              |        | 11 de maio de 1976 (49 anos)                                                           | 935 Street Nicholas Avenue, Apt. 4A, Manhattan 40° 49′ 56″ N, 73° 56′ 28″ O | Nova Iorque                  | 76001239                                  | Ellington, o lendário compositor de jazz e líder de banda, morou no apartamento 4A de 1939 a 1961. |
| 28    | Empire State Building                                                                    |        | 24 de junho de 1986 (39 anos)                                                          | 350 Fifth Avenue, Manhattan 40° 44′ 54″ N, 73° 59′ 09″ O | Nova Iorque                  | 82001192                                  | Prédio mais alto do mundo entre 1931 e 1972 e símbolo internacionalmente reconhecido da cidade de Nova Iorque. |
| 29    | Edifício Equitable                                                                       |        | 2 de junho de 1978 (47 anos)                                                           | 120 Broadway, Manhattan 40° 42′ 30″ N, 74° 00′ 40″ O | Nova Iorque                  | 78001869                                  | Um dos primeiros arranha-céus de Manhattan; influenciou profundamente mais tarde o design de arranha-céus. |
| 30    | Túmulo do Almirante David Glasgow Farragut                                               |        | 16 de outubro de 2012 (12 anos)                                                        | Lote 1429-44, Seção 14, Aurora Hill Plot, Cemitério de Woodlawn, Bronx 40° 53′ 24″ N, 73° 52′ 27″ O                                                                                 | Bronx                        | 12001008                                  | Única propriedade intacta conhecida diretamente associada ao Almirante David Farragut. |
| 31    | FIREFIGHTER (Fireboat)                                                                   |        | 30 de junho de 1989 (36 anos)                                                          | St. George Ferry Terminal, Staten Island | Richmond                     | 89001447                                  | |
| 32    | Hamilton Fish House                                                                      |        | 15 de maio de 1975 (50 anos)                                                           | 21 Stuyvesant Street, Manhattan 40° 43′ 49″ N, 73° 59′ 20″ O | Nova Iorque                  | 72001456                                  | Casa de Hamilton Fish, governador e senador de Nova Iorque. |
| 33    | Flatiron Building                                                                        |        | 29 de junho de 1989 (36 anos)                                                          | 5th Avenue e Broadway Street, Manhattan 40° 44′ 28″ N, 73° 59′ 23″ O | Nova Iorque                  | 79001603                                  | Considerado o primeiro arranha-céu do mundo. Edifício triangular na Madison Square; o mais alto do mundo entre 1901 e 1911. |
| 34    | Founder's Hall                                                                           |        | 30 de maio de 1974 (51 anos)                                                           | 66th Street e York Avenue, Manhattan 40° 45′ 47″ N, 73° 57′ 18″ O | Nova Iorque                  | 74001269                                  | O edifício marcou o início de John D. Rockefeller, Jr. colocando a grande fortuna familiar para fins filantrópicos. |
| 35    | A Coleção Frick e o Edifício da Biblioteca de Referência da Arte Frick                   |        | 6 de outubro de 2008 (16 anos)                                                         | 1 East 70th Street; 12 East 71st Street, Manhattan 40° 46′ 16″ N, 73° 58′ 03″ O | Nova Iorque                  | 08001091                                  | |
| 36    | Governors Island                                                                         |        | 4 de fevereiro de 1985 (40 anos)                                                       | Manhattan 40° 41′ 29″ N, 74° 00′ 58″ O | Nova Iorque                  | 85002435                                  | Ilha no porto de Nova Iorque que serviu várias frentes militares dos EUA de 1783 até o final da década de 1990; o uso futuro ainda está sendo decidido. |
| 37    | Grace Church                                                                             |        | 22 de dezembro de 1977 (47 anos)                                                       | Broadway, 10th Street, e 4th Avenue, Manhattan 40° 43′ 54″ N, 73° 59′ 31″ O | Nova Iorque                  | 74001270                                  | Obra-prima de estilo neogótico desenhada por James Renwick, Jr.. |
| 38    | Grand Central Terminal                                                                   |        | 8 de dezembro de 1976 (48 anos) (original) 11 de agosto de 1983 (42 anos) (incremento) | 71-105 East 42nd Street, Manhattan (original) 71-105 East 42nd Street, Park Avenue entre East 40th e East 42nd Streets, Manhattan (incremento) 40° 45′ 10,08″ N, 73° 58′ 35,4831″ O | Nova Iorque                  | 75001206 (original) 83001726 (incremento) | Arquitetura Beaux-Arts; histórica porta de entrada ferroviária para a cidade de Nova Iorque; maior estação de trem do mundo por número de plataformas. |
| 39    | Cemitério Green-Wood                                                                     |        | 20 de setembro de 2006 (18 anos)                                                       | 500 25th Street, Brooklyn 40° 39′ 08″ N, 73° 59′ 28″ O | Kings                        | 97000228                                  | Atração turística popular na década de 1850. A maioria dos Nova-Iorquinos famosos que morreram durante a segunda metade do século XIX foram enterrados aqui. |
| 40    | Museu Solomon R. Guggenheim                                                              |        | 6 de outubro de 2008 (16 anos)                                                         | 1071 Fifth Avenue, Manhattan 40° 46′ 58,71″ N, 73° 57′ 32,37″ O | Nova Iorque                  | 05000443                                  | |
| 41    | Hamilton Grange (Alexander Hamilton House)                                               |        | 19 de dezembro de 1960 (64 anos)                                                       | 287 Convent Avenue, Manhattan 40° 49′ 17″ N, 73° 56′ 50″ O | Nova Iorque                  | 66000097                                  | Casa de Alexander Hamilton: oficial militar, advogado, membro da Convenção Constitucional dos Estados Unidos, estadista americano, primeiro Secretário do Tesouro dos Estados Unidos e Pai Fundador. A fachada é a mais antiga estrutura sobrevivente em Manhattan. Localiza-se no Memorial Nacional Hamilton Grange. Revisão da fronteira aprovada em 16 de outubro de 2012. Documentação atualizada aprovada em 23 de dezembro de 2016. |
| 42    | Henry Street Settlement and Neighborhood Playhouse                                       |        | 30 de maio de 1974 (51 anos)                                                           | 263-267 Henry Street e 466 Grand Street, Manhattan 40° 42′ 50″ N, 73° 59′ 07″ O | Nova Iorque                  | 74001272                                  | Uma das moradias do primeiro assentamento da nação onde os novos imigrantes e os pobres poderiam encontrar assistência. |
| 43    | Matthew Henson Residence                                                                 |        | 15 de maio de 1975 (50 anos)                                                           | 246 West 150th Street, Apt. 3F, Manhattan 40° 49′ 31″ N, 73° 56′ 19″ O | Nova Iorque                  | 75001207                                  | Casa de Matthew Henson, explorador polar afro-americano que pode ter sido o primeiro a chegar ao Pólo Norte. |
| 44    | Complexo da Sociedade Hispânica da América                                               |        | 16 de outubro de 2012 (12 anos)                                                        | 613 West 155th Street, Manhattan 40° 50′ 00″ N, 73° 56′ 48″ O | Nova Iorque                  | 12001009                                  | Museu de Arte Ibérica. |
| 45    | Holland Tunnel                                                                           |        | 4 de novembro de 1993 (31 anos)                                                        | Conecta Lower Manhattan e Jersey City, cruzando abaixo do Rio Hudson 40° 43′ 39″ N, 74° 01′ 17″ O                                                                                   | Nova Iorque, NY e Hudson, NJ | 93001619                                  | Marco de engenharia civil; um dos primeiros túneis ventilados. Marco compartilhado com Nova Jersey. |
| 46    | INTREPID, USS (Porta-aviões)                                                             |        | 14 de janeiro de 1986 (39 anos)                                                        | Intrepid Square, Manhattan 40° 45′ 53″ N, 74° 00′ 04″ O | Nova Iorque                  | 86000082                                  | Um dos navios americanos mais ativos durante a Segunda Guerra Mundial. Atualmente é um museu ancorado ao longo de West Side. |
| 47    | James Weldon Johnson Residence                                                           |        | 11 de maio de 1976 (49 anos)                                                           | 187 West 135th Street, Manhattan 40° 48′ 55″ N, 73° 56′ 35″ O | Nova Iorque                  | 76001241                                  | Casa do artista-ativista afro-americano James Weldon Johnson no Harlem. |
| 48    | King Manor                                                                               |        | 2 de dezembro de 1974 (50 anos)                                                        | 150th Street e Jamaica Avenue, Jamaica, Queens 40° 42′ 11″ N, 73° 51′ 43″ O | Queens                       | 74001295                                  | Casa de Rufus King, um signatário da Declaração de Independência e o primeiro Senador pelo estado de Nova Iorque. |
| 49    | LETTIE G. HOWARD (escuna)                                                                |        | 11 de abril de 1989 (36 anos)                                                          | Museu South Street Seaport, Manhattan | Nova Iorque                  | 84002779                                  | Última escuna de tipo Fredonia (um tipo de padrão para barcos de pesca americanos). |
| 50    | LIGHTSHIP NO. 87 "AMBROSE"                                                               |        | 11 de abril de 1989 (36 anos)                                                          | Pier 16, Rio East, Manhattan | Nova Iorque                  | 84002758                                  | Barco-farol, localizado vários quilômetros da costa, que marcou o Canal de Ambrose no Porto de Nova Iorque, agora no Museu South Street Seaport. |
| 51    | Lorillard Snuff Mill                                                                     |        | 22 de dezembro de 1977 (47 anos)                                                       | Fora da U.S. 1, Bronx 40° 51′ 34,85″ N, 73° 52′ 34,22″ O | Bronx                        | 77000935                                  | A mais antiga fábrica de fabricação de tabaco existente nos EUA. |
| 52    | Low Memorial Library                                                                     |        | 23 de dezembro de 1987 (37 anos)                                                       | West Sixteenth Street entre Broadway e Amsterdam Avenue, no campus da Universidade Columbia, Manhattan 40° 48′ 32″ N, 73° 57′ 42″ O                                                 | Nova Iorque                  | 87002599                                  | Primeiro edifício no campus Morningside Heights; coberto pela maior abóbada de granito independente nos EUA. |
| 53    | R. H. Macy and Company Store                                                             |        | 2 de junho de 1978 (47 anos)                                                           | 151 West 34th Street, Herald Square, Manhattan 40° 45′ 01″ N, 73° 59′ 18″ O | Nova Iorque                  | 78001873                                  | Maior loja de departamentos no mundo por muitos anos. |
| 54    | Edifício McGraw Hill                                                                     |        | 29 de junho de 1989 (36 anos)                                                          | 326 West 42nd Street, Manhattan 40° 45′ 26″ N, 73° 59′ 28″ O | Nova Iorque                  | 80002701                                  | Edifício marco da Art Deco; primeiro edifício dos EUA em estilo internacional. |
| 55    | Claude McKay Residence                                                                   |        | 8 de dezembro de 1976 (48 anos)                                                        | 180 West 135th Street, Manhattan 40° 48′ 51″ N, 73° 56′ 30″ O | Nova Iorque                  | 76002143                                  | Casa do escritor afro-americano Claude McKay; agora Harlem YMCA. |
| 56    | Edifício do Metropolitan Life Insurance Company                                          |        | 2 de junho de 1978 (47 anos)                                                           | 1 Madison Avenue, Manhattan 40° 44′ 28,46″ N, 73° 59′ 14,64″ O | Nova Iorque                  | 78001874                                  | Edifício mais alto do mundo de 1909 a 1913; ainda faz parte da linha do horizonte um século depois. |
| 57    | Metropolitan Museum of Art                                                               |        | 24 de junho de 1986 (39 anos)                                                          | Fifth Avenue na Eighty-second Street, Manhattan 40° 46′ 46″ N, 73° 57′ 48″ O | Nova Iorque                  | 86003556                                  | Um dos museus de arte mais importante e de prestígio do mundo. |
| 58    | Biblioteca J. Pierpont Morgan                                                            |        | 13 de novembro de 1966 (58 anos)                                                       | 33 East 36th Street, Manhattan 40° 44′ 55″ N, 73° 58′ 53″ O | Nova Iorque                  | 66000544                                  | Escritório, Biblioteca, e agora Museu de J. P. Morgan. O pânico de 1907 terminou na Biblioteca. |
| 59    | Mansão Morris–Jumel                                                                      |        | 20 de janeiro de 1961 (64 anos)                                                        | 160th Street e Edgecombe Avenue, Manhattan 40° 50′ 04,3″ N, 73° 56′ 19″ O | Nova Iorque                  | 66000545                                  | Edifício mais antigo de Manhattan. |
| 60    | Edifício do National City Bank                                                           |        | 2 de junho de 1978 (47 anos)                                                           | 55 Wall Street, Manhattan 40° 42′ 22″ N, 74° 00′ 33″ O | Nova Iorque                  | 78001875                                  | Local de um dos maiores e mais importantes bancos do país desde 1908. |
| 61    | Edifício do New York Amsterdam News                                                      |        | 11 de maio de 1976 (49 anos)                                                           | 2293 7th Avenue, Manhattan 40° 48′ 54″ N, 73° 56′ 41″ O | Nova Iorque                  | 76001247                                  | O influente jornal New York Amsterdam News foi publicado aqui de 1916 a 1938. |
| 62    | Jardim Botânico de Nova Iorque                                                           |        | 28 de maio de 1967 (58 anos)                                                           | Southern e Bedford Park Blvds., Bronx 40° 51′ 49″ N, 73° 52′ 42″ O | Bronx                        | 67000009                                  | Um dos principais jardins botânicos do mundo e lar de muitos laboratórios de plantas. |
| 39    | 69th Regiment Armory                                                                     |        | 19 de junho de 1996 (29 anos)                                                          | 68 Lexington Avenue, Manhattan 40° 44′ 28″ N, 73° 59′ 01″ O | Nova Iorque                  | 93001538                                  | |
| 63    | Câmera de Comércio de Nova Iorque                                                        |        | 22 de dezembro de 1977 (47 anos)                                                       | 65 Liberty St., Manhattan 40° 42′ 32″ N, 74° 00′ 35″ O | Nova Iorque                  | 73001214                                  | |
| 64    | New York Cotton Exchange                                                                 |        | 22 de dezembro de 1977 (47 anos)                                                       | 65 Liberty St., Manhattan 40° 42′ 16″ N, 74° 00′ 36″ O | Nova Iorque                  | 72001586                                  | |
| 65    | New York Life Building                                                                   |        | 2 de junho de 1978 (47 anos)                                                           | 51 Madison Avenue, Manhattan 40° 44′ 34″ N, 73° 59′ 08″ O | Nova Iorque                  | 78001876                                  | |
| 66    | Biblioteca Pública de Nova Iorque                                                        |        | 21 de dezembro de 1965 (59 anos)                                                       | Avenue of the Americas, 5th Avenue, 40th e 42nd Sts., Manhattan 40° 45′ 12″ N, 73° 58′ 56″ O                                                                                        | Nova Iorque                  | 66000547                                  | Registrado no NRHP como Biblioteca Pública de Nova Iorque e Parque Bryant. |
| 67    | Bolsa de Valores de Nova Iorque                                                          |        | 2 de junho de 1978 (47 anos)                                                           | 11 Wall St., Manhattan 40° 42′ 24,6″ N, 74° 00′ 39,7″ O | Nova Iorque                  | 78001877                                  | |
| 68    | New York Studio School of Drawing, Painting, and Sculpture                               |        | 27 de abril de 1992 (33 anos)                                                          | 8--14 W. 8th St., Manhattan 40° 43′ 58,6″ N, 73° 59′ 53,9″ O | Nova Iorque                  | 92001877                                  | |
| 69    | Edifício do New York Yacht Club                                                          |        | 28 de maio de 1987 (38 anos)                                                           | 37 W. 44th St., Manhattan 40° 45′ 20″ N, 73° 58′ 53″ O | Nova Iorque                  | 82001203                                  | |
| 70    | The News Building                                                                        |        | 29 de junho de 1989 (36 anos)                                                          | 220 E. 42nd St., Manhattan 40° 44′ 60″ N, 73° 58′ 24″ O | Nova Iorque                  | 82001191                                  | |
| 71    | Old Merchant's House (Seabury Tredwell House)                                            |        | 23 de junho de 1965 (60 anos)                                                          | 29 E. 4th St., Manhattan 40° 43′ 40″ N, 73° 59′ 33″ O | Nova Iorque                  | 66000548                                  | |
| 72    | Antigo Palácio da Justiça do condado de Nova Iorque                                      |        | 11 de maio de 1976 (49 anos)                                                           | 52 Chambers St., Manhattan 40° 42′ 47,4″ N, 74° 00′ 21,6″ O | Nova Iorque                  | 74001277                                  | Registrado no NRHP como Tweed Courthouse. |
| 73    | Old Quaker Meetinghouse                                                                  |        | 24 de dezembro de 1967 (57 anos)                                                       | Sul da Northern Blvd., Flushing, Queens 40° 45′ 47″ N, 73° 49′ 49″ O | Queens                       | 67000015                                  | |
| 74    | Philosophy Hall                                                                          |        | 31 de julho de 2003 (22 anos)                                                          | 1150 Amsterdam Avenue, campus da Universidade Columbia, Manhattan 40° 48′ 22″ N, 73° 57′ 45″ O                                                                                      | Nova Iorque                  | 03001046                                  | |
| 75    | The Players Club                                                                         |        | 29 de dezembro de 1962 (62 anos)                                                       | 16 Gramercy Park, Manhattan 40° 44′ 15″ N, 73° 59′ 13″ O | Nova Iorque                  | 66000549                                  | |
| 76    | Plaza Hotel                                                                              |        | 24 de junho de 1986 (39 anos)                                                          | Fifth Avenue e Fifty-ninth St., Manhattan 40° 45′ 53″ N, 73° 58′ 28″ O | Nova Iorque                  | 78001878                                  | |
| 77    | Plymouth Church of the Pilgrims                                                          |        | 4 de julho de 1961 (64 anos)                                                           | 75 Hicks St., Brooklyn 40° 41′ 57″ N, 73° 59′ 37″ O | Kings                        | 66000525                                  | |
| 78    | Laboratório de Física Pupin, Universidade Columbia                                       |        | 21 de dezembro de 1965 (59 anos)                                                       | Broadway e 120th St., Manhattan 40° 48′ 36″ N, 73° 57′ 41″ O | Nova Iorque                  | 66000550                                  | |
| 79    | Quarters A, Brooklyn Navy Yard                                                           |        | 30 de maio de 1974 (51 anos)                                                           | U.S. Naval Facility, Brooklyn Navy Yard, Brooklyn 40° 42′ 09″ N, 73° 58′ 49″ O | Kings                        | 74001252                                  | |
| 80    | Paul Robeson Residence                                                                   |        | 8 de dezembro de 1976 (48 anos)                                                        | 555 Edgecombe Ave., Manhattan 40° 50′ 04″ N, 73° 56′ 20″ O | Nova Iorque                  | 76001248                                  | Registrado no NRHP como Paul Robeson Home. |
| 81    | John Roosevelt "Jackie" Robinson House                                                   |        | 11 de maio de 1976 (49 anos)                                                           | 5224 Tilden St., Brooklyn 40° 38′ 54″ N, 73° 54′ 54″ O | Kings                        | 76001226                                  | |
| 82    | Rockefeller Center                                                                       |        | 23 de dezembro de 1987 (37 anos)                                                       | Delimitado pela Fifth Avenue, W. Forty-eighth St., Seventh Ave., & W. Fifty-first St., Manhattan 40° 45′ 31″ N, 73° 58′ 45″ O                                                       | Nova Iorque                  | 87002591                                  | |
| 83    | Sailors' Snug Harbor                                                                     |        | 8 de dezembro de 1976 (48 anos)                                                        | Richmond Ter., Staten Island 40° 38′ 33″ N, 74° 06′ 10″ O | Richmond                     | 72000909                                  | Registrado no NRHP como Sailors' Snug Harbor National Register District. |
| 84    | Margaret Sanger Clinic                                                                   |        | 14 de setembro de 1993 (31 anos)                                                       | 17 W. 16th St., Manhattan 40° 44′ 17″ N, 73° 59′ 39″ O | Nova Iorque                  | 93001599                                  | |
| 85    | General Winfield Scott House                                                             |        | 7 de novembro de 1973 (51 anos)                                                        | 24 W. 12th St., Manhattan 40° 44′ 06″ N, 73° 59′ 45″ O | Nova Iorque                  | 73001222                                  | |
| 86    | Seventh Regiment Armory                                                                  |        | 24 de fevereiro de 1986 (39 anos)                                                      | 643 Park Avenue, Manhattan 40° 46′ 03″ N, 73° 57′ 58″ O | Nova Iorque                  | 75001208                                  | |
| 87    | Harry F. Sinclair House                                                                  |        | 2 de junho de 1978 (47 anos)                                                           | 2 E. 79th St., Manhattan 40° 46′ 36″ N, 73° 57′ 49″ O | Nova Iorque                  | 78001882                                  | |
| 88    | Alfred E. Smith House                                                                    |        | 28 de novembro de 1972 (52 anos)                                                       | 25 Oliver St., Manhattan 40° 42′ 44″ N, 73° 59′ 54″ O | Nova Iorque                  | 72000882                                  | |
| 89    | Distrito Histórico de Soho Cast-Iron                                                     |        | 2 de junho de 1978 (47 anos)                                                           | Aproximadamente delimitado pela W. Broadway, Houston, Crosby, e Canal Sts., Manhattan 40° 43′ 23″ N, 74° 00′ 03″ O                                                                  | Nova Iorque                  | 78001883                                  | Registrado no NRHP apenas como Distrito Histórico de Soho. |
| 90    | St. Ann's and Holy Trinity, Brooklyn                                                     |        | 23 de dezembro de 1987 (37 anos)                                                       | 157 Montague St., Brooklyn 40° 41′ 40,5″ N, 73° 59′ 34,71″ O | Kings                        | 87002590                                  | Registrado no NRHP como Igreja da Santíssima Trindade (Episcopal Protestante). |
| 91    | Igreja Episcopal de São Jorge (Nova Iorque)                                              |        | 8 de dezembro de 1976 (48 anos)                                                        | 3rd Avenue e E. 16th St., Manhattan 40° 44′ 04″ N, 73° 59′ 06″ O | Nova Iorque                  | 76001249                                  | |
| 92    | Catedral de São Patrício, Capela de Nossa Senhora, Residência da Reitoria e dos Cardeais |        | 8 de dezembro de 1976 (48 anos)                                                        | Delimitado pela 5th e Madison Avenues, E. 50th e E. 51st Sts., Manhattan 40° 45′ 31″ N, 73° 58′ 35″ O                                                                               | Nova Iorque                  | 76001250                                  | Registrado no NRHP apenas como Catedral de São Patrício. |
| 93    | Capela de São Paulo                                                                      |        | 9 de outubro de 1960 (64 anos)                                                         | Broadway entre Fulton e Vesey Sts., Manhattan 40° 42′ 41″ N, 74° 00′ 35″ O | Nova Iorque                  | 66000551                                  | |
| 94    | A. T. Stewart Company Store                                                              |        | 2 de junho de 1978 (47 anos)                                                           | 280 Broadway, Manhattan 40° 42′ 51″ N, 74° 00′ 22″ O | Nova Iorque                  | 78001885                                  | |
| 95    | Stonewall                                                                                |        | 16 de fevereiro de 2000 (25 anos)                                                      | Aproximadamente delimitado pela Greenwich Ave., Seventh Ave., Washington St., e Sixth Avenue, Manhattan 40° 44′ 02″ N, 74° 00′ 08″ O                                                | Nova Iorque                  | 99000562                                  | |
| 96    | Surrogate's Court                                                                        |        | 22 de dezembro de 1977 (47 anos)                                                       | 31 Chambers St., Manhattan 40° 42′ 49″ N, 74° 00′ 16″ O | Nova Iorque                  | 72000888                                  | |
| 97    | Tenement Building at 97 Orchard Street                                                   |        | 19 de abril de 1994 (31 anos)                                                          | 97 Orchard St., Manhattan 40° 43′ 07″ N, 73° 59′ 24″ O | Nova Iorque                  | 92000556                                  | |
| 100   | Palácio da Justiça do Terceiro Distrito Judicial                                         |        | 22 de dezembro de 1977 (47 anos)                                                       | 425 Avenue of the Americas, Manhattan 40° 44′ 05″ N, 73° 59′ 57″ O | Nova Iorque                  | 72000875                                  | |
| 101   | The Town Hall                                                                            |        | 2 de março de 2012 (13 anos)                                                           | 113–123 W. 43rd St., Manhattan | Nova Iorque                  | 80002724                                  | |
| 102   | Tiffany and Company Building                                                             |        | 2 de junho de 1978 (47 anos)                                                           | 401 5th Avenue, Manhattan 40° 45′ 00″ N, 73° 58′ 53″ O | Nova Iorque                  | 78001886                                  | |
| 103   | Samuel J. Tilden House                                                                   |        | 11 de maio de 1976 (49 anos)                                                           | 14–15 Gramercy Park South, Manhattan 40° 44′ 15″ N, 73° 59′ 14″ O | Nova Iorque                  | 76001251                                  | |
| 104   | Triangle Shirtwaist Factory Building (Brown Building)                                    |        | 17 de julho de 1991 (34 anos)                                                          | 23–29 Washington Pl., Manhattan 40° 43′ 48″ N, 73° 59′ 45″ O | Nova Iorque                  | 91002050                                  | |
| 105   | Igreja da Trindade e Cemitério                                                           |        | 8 de dezembro de 1976 (48 anos)                                                        | Broadway and Wall St., Manhattan 40° 42′ 29″ N, 74° 00′ 44″ O | Nova Iorque                  | 76001252                                  | |
| 106   | Union Square                                                                             |        | 9 de dezembro de 1997 (27 anos)                                                        | Delimitado pela E 14th & E 17th Sts. e Union Square East & Union Square West, Manhattan 40° 44′ 08″ N, 73° 59′ 26″ O                                                                | Nova Iorque                  | 97001678                                  | |
| 107   | United Charities Building                                                                |        | 17 de julho de 1991 (34 anos)                                                          | 105 E. 22nd St,. 289 Park Avenue South e 111-113 E. 22nd St., Manhattan 40° 44′ 22″ N, 73° 59′ 11″ O                                                                                | Nova Iorque                  | 85000661                                  | |
| 108   | United States Custom House (Nova Iorque)                                                 |        | 8 de dezembro de 1976 (48 anos)                                                        | Bowling Green, Manhattan 40° 42′ 15,46″ N, 74° 00′ 49,58″ O | Nova Iorque                  | 72000889                                  | |
| 109   | University Heights Campus (Bronx Community College of The City University of New York)   |        | 16 de outubro de 2012 (12 anos)                                                        | West 181st St. e University Ave., Bronx 40° 51′ 28″ N, 73° 54′ 44″ O | Bronx                        | 12001013                                  | |
| 110   | Van Cortlandt House                                                                      |        | 24 de dezembro de 1976 (48 anos)                                                       | Van Cortlandt Park na 242nd St., Brooklyn 40° 53′ 24″ N, 73° 53′ 47″ O | Kings                        | 67000010                                  | Registrado no NRHP como Frederick Van Cortlandt House. |
| 111   | The Voorlezer's House                                                                    |        | 5 de novembro de 1961 (63 anos)                                                        | Arthur Kill Rd., do outro lado da Center St., Staten Island 40° 34′ 17″ N, 74° 08′ 51″ O                                                                                            | Richmond                     | 66000565                                  | |
| 112   | Sítio Arqueológico de Ward's Point                                                       |        | 19 de abril de 1993 (32 anos)                                                          | Endereço restrito, Tottenville, Staten Island 40° 29′ 56″ N, 74° 15′ 07″ O | Richmond                     | 93000609                                  | |
| 113   | Cemitério de Woodlawn                                                                    |        | 23 de junho de 2011 (14 anos)                                                          | Webster Avenue & East 233rd Street, Bronx 40° 53′ 21″ N, 73° 52′ 24″ O | Bronx                        | 11000563                                  | |
| 114   | Woolworth Building                                                                       |        | 13 de novembro de 1966 (58 anos)                                                       | 233 Broadway, Manhattan 40° 42′ 44″ N, 74° 00′ 29″ O | Nova Iorque                  | 66000554                                  | |
| 115   | Wyckoff House                                                                            |        | 24 de dezembro de 1967 (57 anos)                                                       | 5902 Canarsie Lane, Brooklyn 40° 38′ 40″ N, 73° 55′ 16″ O | Kings                        | 67000013                                  | Registrado no NRHP como Pieter Wyckoff House. |
| 116   | Wyckoff-Bennett Homestead                                                                |        | 8 de dezembro de 1976 (48 anos)                                                        | 1669 E. 22nd St., Brooklyn 40° 36′ 00″ N, 73° 57′ 08″ O | Kings                        | 74001253                                  | |

## Áreas históricas do NPS na cidade Nova Iorque
Locais históricos nacional, parques históricos nacional, alguns monumentos nacional e determinadas áreas listadas no Sistema Nacional de Parques são marcos históricos de importância nacional, geralmente já protegidos antes mesmo da criação do programa NHL em 1960.
Existem 8 dessas áreas na cidade de Nova Iorque. O Serviço Nacional de Parques lista três delas junto com os NHLs na cidade: o Monumento Nacional African Burial Ground, Governors Island e o Memorial Nacional Hamilton Grange. Eles fazem parte da listagem acima. Os outros 5 são:
|   | Nome                                                                       | Imagem | Criação                                                                                | Localidade e coordenadas                                                        | Condado     | NRIS     | Observações                                                                                          |
| - | -------------------------------------------------------------------------- | ------ | -------------------------------------------------------------------------------------- | ------------------------------------------------------------------------------- | ----------- | -------- | --- |
| 1 | Monumento Nacional Castle Clinton                                          |        | 12 de agosto de 1946 (79 anos) (designação) 18 de julho de 1950 (75 anos) (efetivação) | South Ferry, Manhattan 40° 42′ 13″ N, 74° 01′ 00,5″ O                           | Nova Iorque | 66000537 | |
| 2 | Memorial Nacional Federal Hall                                             |        | 26 de maio de 1939 (86 anos)                                                           | Wall e Nassau Sts., Manhattan 40° 42′ 26″ N, 74° 00′ 37″ O                      | Nova Iorque | 66000095 | |
| 3 | Memorial Nacional General Grant                                            |        |                                                                                        | Riverside Dr. e W. 122nd St., Manhattan 40° 48′ 48″ N, 73° 57′ 47″ O            | Nova Iorque | 66000055 | |
| 4 | Monumento Nacional da Estátua da Liberdade, Ilha Ellis e Ilha da Liberdade |        | 15 de outubro de 1924 (100 anos)                                                       | Ilha da Liberdade, Porto de Nova Iorque, Manhattan 40° 42′ 26″ N, 74° 00′ 37″ O | Nova Iorque | 66000058 | Monumento compartilhado com o estado de Nova Jersey. Listado oficialmente no condado de Nova Iorque. |
| 5 | Local Histórico Nacional do Nascimento de Theodore Roosevelt               |        |                                                                                        | 28 E. 20th St., Manhattan 40° 44′ 20″ N, 73° 59′ 23″ O                          | Nova Iorque | 66000054 | |

## NHL extinto
Um local na cidade de Nova Iorque foi designado Marco Histórico Nacional e, posteriormente, de-designado.
|   | Nome                 | Imagem | Inclusão                                                                    | Localidade e coordenadas         | Condado     | Observações |
| - | -------------------- | ------ | --------------------------------------------------------------------------- | -------------------------------- | ----------- | --- |
| a | Florence Mills House |        | 8 de dezembro de 1976 (48 anos) Excluído em 16 de janeiro de 2009 (16 anos) | 220 West 135th Street, Manhattan | Nova Iorque | O local, que o Serviço Nacional de Parques, acreditava ser a casa de Florence Mills, uma popular cantora e atriz Afro-Americana da década de 1920, está agora demolido. O NPS retirou seu status NHL em 2009. |